# Los Angeles FC
Los Angeles Football Club este un club profesionist de fotbal din Statele Unite ale Americii, cu sediul în Los Angeles, California, care joacă in Major League Soccer. Echipa a fost înființată în anul 2014 și a început sa joace în 2018. LAFC joacă meciurile de acasă pe Banc of California Stadium.

## Istorie
Pe 30 octombrie 2014, Major League Soccer a acordat o nouă franciză pentru Los Angeles, pentru ocuparea locului rămas vacant după desființarea echipe Chivas USA. Pe 15 septembrie 2015, clubul a anunțat că Los Angeles Fotbal Club va fi numele oficial al echipei.
LAFC a anunțat că Bob Bradley va fi antrenorul principal, alăturându-se directorului general John Thorrington în căutarea de jucători. Mijlocașul mexican Carlos Vela a fost primul jucător care a semnat în calitate de designated player.
Pe 4 martie 2018, LAFC a jucat primul meci în MLS împotriva echipei Seattle Sounders FC.
În 2019, Los Angeles FC a câștigat primul trofeu din istorie, MLS Supporters' Shield, trofeu acordat echipei cu cel mai bun punctaj la finalul sezonului regulat din MLS.
În 2020, a ajuns până în finala Ligii Campionilor CONCACAF, unde însă a fost învinsă de formația mexicană Tigres UANL.
În sezonul 2022, a fost din nou echipa cu cel mai bun punctaj după sezonul regulat, primind încă o dată trofeul MLS Supporters' Shield. Ulterior, LAFC a învins pe Los Angeles Galaxy și pe Austin FC în meciurile din playoff-ul Conferinței de Vest și a ajuns în premieră în finala MLS. În finală, LAFC a învins pe Philadelphia Union după lovituri de departajare. Fusese 2-2 după 90 de minute. În prelungiri, portarul lui LAFC, Maxime Crépeau, a fost eliminat în minutul 116. Cu un jucător în plus pe teren, Philadelphia a trecut la conducere în urma golului marcat în minutul 120+4 de Eliott, însă Gareth Bale a egalat pentru LAFC în minutul 120+8. La lovituri de departajare, John McCarthy, portarul intrat pe teren după eliminarea lui Crépeau, a parat trei șuturi, iar Los Angeles s-a impus cu 3-0. McCarthy a fost desemnat MVP-ul partidei.

## Lotul actual
La 4 august 2025. 
| Nr. |                            | Poziție | Jucător                                 |
| --- | -------------------------- | ------- | --------------------------------------- |
| 1   | Franța                     | P       | Hugo Lloris                             |
| 4   | Columbia                   | F       | Eddie Segura                            |
| 6   | Brazilia                   | M       | Igor Jesus                              |
| 7   | Coreea de Sud              | A       | Son Heung-min (DP)                      |
| 8   | Statele Unite ale Americii | M       | Mark Delgado                            |
| 11  | Statele Unite ale Americii | M       | Timothy Tillman                         |
| 12  | Canada                     | P       | Thomas Hasal                            |
| 14  | Spania                     | F       | Sergi Palencia                          |
| 15  | Italia                     | F       | Lorenzo Dellavalle                      |
| 17  | Statele Unite ale Americii | A       | Jeremy Ebobisse                         |
| 18  | Mexic                      | P       | David Ochoa                             |
| 20  | Ghana                      | M       | Yaw Yeboah                              |
| 21  | Canada                     | M       | Ryan Raposo                             |
| 23  | Statele Unite ale Americii | M       | Frankie Amaya (împrumutat de la Toluca) |
| 24  | Statele Unite ale Americii | F       | Ryan Hollingshead                       |

| Nr. |                            | Poziție | Jucător                                          |
| --- | -------------------------- | ------- | ------------------------------------------------ |
| 25  | Luxemburg                  | F       | Maxime Chanot                                    |
| 27  | El Salvador                | A       | Nathan Ordaz (HG)                                |
| 29  | Ucraina                    | F       | Artem Smolyakov                                  |
| 30  | Venezuela                  | A       | David Martínez                                   |
| 33  | Statele Unite ale Americii | F       | Aaron Long (căpitan)                             |
| 43  | Statele Unite ale Americii | M       | Adam Saldana                                     |
| 45  | Statele Unite ale Americii | F       | Kenny Nielsen                                    |
| 56  | Statele Unite ale Americii | M       | Jude Terry (HG)                                  |
| 66  | Canada                     | M       | Mathieu Choinière (împrumutat de la Grasshopper) |
| 77  | Statele Unite ale Americii | A       | Adrian Wibowo (HG)                               |
| 80  | Norvegia                   | M       | Odin Thiago Holm (împrumutat de la Celtic)       |
| 91  | Statele Unite ale Americii | F       | Nkosi Tafari                                     |
| 99  | Gabon                      | A       | Denis Bouanga (DP)                               |
|     | Scoția                     | F       | Ryan Porteous                                    |

## Antrenori
| Antrenori principali | Antrenori principali | Antrenori principali |
| Antrenor             | Start                | Final                |
| -------------------- | -------------------- | -------------------- |
| Bob Bradley          | 27 iulie 2017        | 18 noiembrie 2021    |
| Steve Cherundolo     | 3 ianuarie 2022      | Prezent              |